# Bitwa pod Lelowem

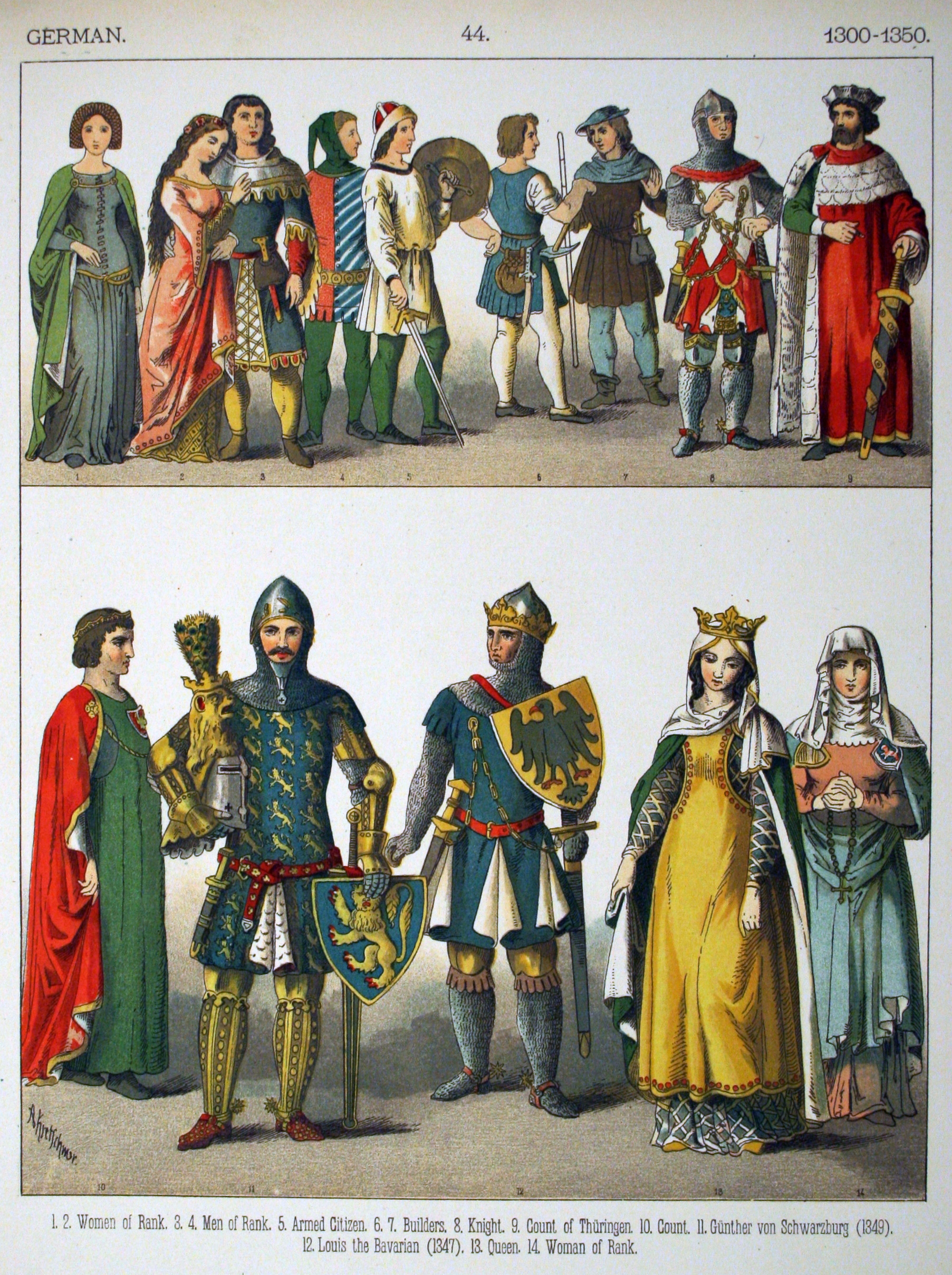
Rycerze pomiędzy latami 1300-1350

Bitwa pod Lelowem – miała miejsce w lipcu 1345 roku podczas wojny polsko-czeskiej o Śląsk.
Według Spominek włocławskich podczas oblężenia Krakowa bronionego przez króla Kazimierza Wielkiego, Jan Luksemburski wysłał zbrojne oddziały w celu pustoszenia północno-zachodnich połaci ziemi krakowskiej. Czesi dotarli pod Lelów, gdzie w okolicach wsi Biała zostali zaatakowani przez rycerstwo polskie wspomagane przez Węgrów. Siły czeskie zostały zaskoczone i doszczętnie rozbite a w ręce  Polaków wpadł wielki łup wojenny.

## Literatura
- Wyrozumski J., Kazimierz Wielki wyd. Ossolineum 1986, s. 110.
- Wielka Historia Polski cz. 1320-1506, wyd. Pinexx 1999, s. 37